# Смажек, Мальвина
Мальвина Смажек (-Годек) (пол. Malwina Smarzek-Godek; род. 3 июня 1996, Ласк, Лодзинское воеводство, Польша) — польская волейболистка. Диагональная нападающая.

## Биография
Волейболом Мальвина Смажек начала заниматься в родном городе Ласке Лодзинского воеводства. До 2012 выступала за местную юниорскую команду, а затем играла за команды из Сосновца и Варшавы в молодёжном чемпионате Польши. В 2014 заключила контракт с «Легионовией», в составе которой дебютировала в Орлен-лиге (высший дивизион чемпионата Польши), параллельно выступая и за молодёжную команду клуба. В 2016 перешла в «Хемик» из Полице, дважды выиграв с ним «золото» национального чемпионата и один раз Кубок Польши.
В 2018 Смажек переехала в Италию. На протяжении двух сезонов выступала за «Дзанетти» из Бергамо, а в 2020—2021 — за «Игор Горгондзолу» из Новары, став в его составе серебряным призёром чемпионата и Кубка Италии. В 2021 заключила контракт с российским «Локомотивом» (Калининград). С 2022 выступала за команды из Польши, Бразилии и Италии, а в 2025 перешла в турецкий «Кузейбору».
В 2012—2015 Смажек выступала за юниорскую и молодёжную сборные Польши, выиграв в 2013 году золотые медали первенства Восточно-европейской зональной ассоциации и чемпионата Европы среди девушек. В 2014 дебютировала в национальной команде страны в розыгрышах Евролиги и Гран-при. С 2016 года неизменно является игроком главной сборной Польши. В 2019 в её составе стала победителем традиционного турнира «Монтрё Волей Мастерс» и была признана лучшим игроком соревнований.

### Клубная карьера
- …—2012 —  «Ласк»;
- 2012—2014 —  «Сосновец»;
- 2014 —  «Воля Варшава» (Варшава);
- 2014—2016 —  «Легионовия» (Легионово);
- 2016—2018 —  «Хемик» (Полице);
- 2018—2020 —  «Дзанетти» (Бергамо);
- 2020—2021 —  «Игор Горгондзола» (Новара);
- 2021—2022 —  «Локомотив» (Калининград);
- 2022 —  «Девелопрес» (Жешув);
- 2022—2023 —  «Озаску»;
- 2023—2024 —  «Пезанти» (Казальмаджоре);
- 2024—2025 —  «Пинероло» (Пинероло);
- с 2025 —  «Кузейбору» (Аксарай).

## Достижения

### С клубами
- двукратная чемпионка Польши — 2017, 2018;
  - серебряный призёр чемпионата Польши 2022.
- победитель розыгрыша Кубка Польши 2017.
- серебряный призёр чемпионата Италии 2021.
- серебряный призёр розыгрыша Кубка Италии 2021.
- чемпионка России 2022.
- серебряный призёр розыгрыша Кубка России 2021.
- бронзовый призёр чемпионата Бразилии 2023.
- двукратный победитель (2015, 2016) и серебряный призёр (2014) чемпионатов Польши среди молодёжных команд.

### Со сборными Польши
- победитель Гран-при 2017 среди команд 2-го дивизиона.
- двукратный бронзовый призёр Лиги наций — 2024, 2025.
- победитель турнира «Монтрё Волей Мастерс» 2019.
- чемпионка Европы среди девушек 2013.
- победитель (2013) и бронзовый призёр (2012) чемпионатов EEVZA (Восточно-европейской волейбольной зональной ассоциации) среди девушек.

### Индивидуальные
- 2013: MVP (самый ценный игрок) и лучшая нападающая чемпионата EEVZA среди девушек.
- 2014: MVP и лучшая диагональная молодёжного чемпионата Польши.
- 2015: MVP и лучшая диагональная молодёжного чемпионата Польши.
- 2017: MVP и лучшая на приёме Кубка Польши.
- 2019: MVP и лучшая диагональная турнира «Монтрё Волей Мастерс».

## Личная жизнь
22 июня 2019 Смажек заключила брак с Пшемыславом Годеком.